# Saint-Bris-des-Bois
Saint-Bris-des-Bois è un comune francese di 410 abitanti situato nel dipartimento della Charente Marittima nella regione della Nuova Aquitania.

## Società

### Evoluzione demografica
Abitanti censiti